# Requiem (Puccini)
Requiem ist eine Komposition für Chor, Bratsche und Harmonium oder Orgel von Giacomo Puccini aus dem Jahr 1905. Dem irreführenden Titel zum Trotz handelt es sich nicht um eine vollständige lateinische Totenmesse, sondern lediglich um die Vertonung der Antiphon zum Introitus dieses Ritus.

## Geschichte
Das Werk entstand als Auftragsarbeit des Verlegers Giulio Ricordi anlässlich des vierten Todestages von Giuseppe Verdi. Laut Vermerk in der autographen Partitur hatte Puccini die Komposition am 14. Januar 1905 beendet und vermutlich an diesem einzigen Tag komponiert. Das Werk wurde am 27. Januar 1905 vom Chor der Mailänder Scala unter der Leitung von Aristide Venturi in der Kapelle der Casa Verdi uraufgeführt.
Das Werk wurde auch noch am 29. Dezember 1924 bei einem Gedenkkonzert für Puccini selbst am Mailänder Konservatorium aufgeführt sowie anlässlich dessen 50. Todestags am 30. November 1974. Die Noten erschienen aber erstmals 1976 in den USA sowie 1990 in Italien im Druck.

## Werkbeschreibung
Besetzung: dreistimmig gemischter Chor (STB, stellenweise geteilt), Solo-Bratsche sowie Harmonium oder Orgel
Die Aufführungsdauer beträgt etwa 4 Minuten.
Das nur 57 Takte umfassende Werk weist die dreiteilige Form A – B – A’ auf. Die Chorstimmen sind in den A-Teilen unisono geführt, nur im B-Teil weitet sich der Chorsatz zur Dreistimmigkeit aus. Das Hauptmotiv des Werks ist eine auf d-Moll gründende aufsteigende Skala, die ab dem b′ chromatisch verläuft. Der Musikwissenschaftler Michele Girardi deutet diese Skala als versteckte Hommage an die Scala enigmatica aus Verdis Quattro pezzi sacri. Die Harmonik der Orgel-Begleitung wechselt bei jedem melodischen Schritt in spannungsreichen Akkorden. Diese Sequenz weist auf den Chor Ombra dolente, non farci del male! aus Turandot voraus. Das Werk endet mit einem Plagalschluss, bei dem das „Amen“ des Chores ungewöhnlicherweise auf der Subdominante verbleibt, der Abschluss mit der Tonika aber allein von der Orgel ausgeführt wird.

## Text
Requiem aeternam dona eis Domine.

Et lux perpetua luceat eis.

Requiescat in pace.

Amen